# Eugenia Łozińska
Eugenia Łozińska (ur. 1909, zm. 23 listopada 1985) – polska matematyczka pochodzenia żydowskiego, działaczka komunistyczna, dziennikarka.

## Życiorys
Była córką łódzkiego fabrykanta Hirsza Łozińskiego. Została działaczką komunistyczną. Podczas II wojny światowej działała we francuskim ruchu oporu. Funkcjonowała w kierownictwie Francuskich Sił Wewnętrznych (FFI). Współzałożycielka Polskiej Partii Robotniczej – Oddział we Francji ze strony krajowej. Została działaczką Komisji Organizacyjnej PPR–OF, założonej pod koniec stycznia 1946. Funkcjonowała w polskich grupach językowych Francuskiej Partii Komunistycznej, związku zawodowego Confédération générale du travail unitaire (CGTU). W 1948 została wydalona z Francji.
Po powrocie do Polski pracowała w dziale ideologicznym „Trybuny Ludu”.
Zmarła 23 listopada 1985.
Jej mężem był Roman Kornecki (pierwotnie Salomon Stramer, 1905–1984). Ich synem był Marcel Łoziński (1940–2025, reżyser), a wnukami są: Paweł (reżyser), Mikołaj (pisarz) i Tomasz.

## Odznaczenia
- Order Krzyża Grunwaldu III klasy (5 kwietnia 1946, „w uznaniu zasług położonych przy organizacji polskiego ruchu oporu we Francji i za udział w walce zbrojnej z okupantem niemieckim we Francji”)[11]